# Deutsche Diabetes-Stiftung

Ehemaliges Logo

Die Deutsche Diabetes-Stiftung (DDS) ist eine „wohltätige Stiftung bürgerlichen Rechts“ in der Rechtsform eines eingetragenen Vereins mit Sitz in Düsseldorf, die sich für die Bekämpfung des Diabetes mellitus einsetzt.
Die Organisation wurde 1985 von der Deutschen Diabetes-Gesellschaft (DDG) und dem Deutschen Diabetiker Bund (DDB) gegründet. Schwerpunkt der DDS ist die Aufklärung der Bevölkerung zur Vorsorge gegen Diabetes mellitus und das Metabolische Syndrom. Neben der Prävention befasst sich die Organisation insbesondere um Pilotprojekte zur optimierten Versorgung und fördert die wissenschaftliche Forschung sowie sozialmedizinische Vorhaben mit Modellcharakter.
In den drei Organen Vorstand, Kuratorium und Beirat arbeiten ehrenamtliche Mitglieder aus DDG und DDB. Die Organisation finanziert ihre Arbeit aus Erträgen aus dem Vermögen, durch Spenden und Sponsoring von Unternehmen und aus Mitgliedsbeiträgen (Förderkreis der DDS).
Um die Belange zweier besonderer Patientengruppen befassen sich die Organisationen Das zuckerkranke Kind (DZK) und Der herzkranke Diabetiker (DHD). Die Stiftung Chance bei Diabetes (MLD) setzt sich, für Lebensstil-Änderungen bei Typ-2-Diabetikern ein. Im Mai 2009 wurde die Stiftung Juvenile Adipositas als vierte Stiftung in die DDS aufgenommen.
Die Stiftung „Motivation zur Lebensstil-Änderung – Chance bei Diabetes“ hat sich zum Ziel gesetzt, Aktivitäten zur nichtmedikamentösen Therapie bei Diabetes mellitus Typ II zu entwickeln und zu implementieren. „Botschafter“ ist der Moderator Karl Moik.
Fokus der Organisation Juvenile Adipositas ist die Bekämpfung der extremen Adipositas bei Jugendlichen zur Verhinderung von Diabetes und kardiovaskulären Folgekrankheiten. „Botschafter“ sind der Rennrodler Georg „Schorsch“ Hackl und die Köchin Gabi Kurz.